# Svartegöl (Näshults socken, Småland, vid Rösjönäs)
Svartegöl är en sjö i Vetlanda kommun i Småland och ingår i Emåns huvudavrinningsområde.